# Wahlbezirk Galizien 26
Der Wahlbezirk Galizien 26 war ein Wahlkreis für die Wahlen zum Abgeordnetenhaus im österreichischen Kronland Galizien. Der Wahlbezirk wurde 1907 mit der Einführung der Reichsratswahlordnung geschaffen und bestand bis zum Zusammenbruch der Habsburgermonarchie.

## Geschichte
Nachdem der Reichsrat im Herbst 1906 das allgemeine, gleiche, geheime und direkte Männerwahlrecht beschlossen hatte, wurde mit 26. Jänner 1907 die große Wahlrechtsreform durch Sanktionierung von Kaiser Franz Joseph I. gültig. Mit der neuen Reichsratswahlordnung schuf man insgesamt 516 Wahlbezirke, wobei mit Ausnahme Galiziens in jedem Wahlbezirk ein Abgeordneter im Zuge der Reichsratswahl gewählt wurde. In Galizien wurde in den Städtewahlkreisen je ein Abgeordneter gewählt, in den Landgemeindewahlkreisen Galiziens wurden zwei Abgeordnete ermittelt.
Der Wahlkreis Galizien 26 umfasste die Städte Sambor und Gródek Jagielloński in den gleichnamigen Gerichtsbezirken Sambor und Gródek Jagielloński.
Aus der Reichsratswahl 1907 ging der polnische Konservative Wojciech Dzieduszycki als Sieger hervor. Dzieduszycki verstarb 1909, woraufhin der Kandidat der Polnischen Demokratisch-Nationalen Partei Aleksander Skarbek am 20. Oktober 1909 in einer Nachwahl zu seinem Nachfolger bestimmt wurde. Skarbek trat bei der Reichsratswahl 1911 erneut im Wahlbezirk 26 an, verlor die Wahl jedoch gegen den Polnischen Konservativen Władysław Stesłowicz. Skrabek konnte jedoch seine Wiederwahl im Wahlbezirk Galzien 53 erreichen.

## Wahlergebnisse

### Reichsratswahl 1907
Die Reichsratswahl 1907 wurde am 14. Mai 1907 (erster Wahlgang) durchgeführt. Die Stichwahl entfiel auf Grund der absoluten Mehrheit für Wojciech Dzieduszycki im ersten Wahlgang.
| Kandidat                                                                    | Partei                                        | Wahlkreis- stimmen | Prozent |
| --------------------------------------------------------------------------- | --------------------------------------------- | ------------------ | ------- |
| Wojciech Dzieduszycki                                                       | polnisch-konservativ                          | 3826               | 71,6 %  |
| Smyk                                                                        | unabhängiger Kandidat / polnische Volkspartei | 1194               | 22,3 %  |
| Bronislaw Potocki                                                           | Polnische Demokratische Partei                | 319                | 6,0 %   |
|                                                                             | Sonstige Parteien                             | 8                  | 0,1 %   |
| Wahlberechtigte: 6491, Ungültige/Leere Stimmen: 16, Wahlbeteiligung: 82,6 % |                                               |                    |         |

### Reichsratsnachwahl 1909
Die Reichsratsnachwahl 1909 wurde nach dem Tod von Wojciech Dzieduszycki am 30. Juni 1909 durchgeführt. Die Stichwahl erfolgt am 6. Juli 1909.

#### Erster Wahlgang
| Kandidat                                                           | Partei                                  | Wahlkreis- stimmen | Prozent |
| ------------------------------------------------------------------ | --------------------------------------- | ------------------ | ------- |
| Adam Doboszyński                                                   | Polnischer Demokrat                     | 2141               | 46,5 %  |
| Aleksander Skarbek                                                 | Polnische Demokratisch-Nationale Partei | 1227               | 26,7 %  |
| Ziemniak                                                           | Polnische Volkspartei                   | 1095               | 23,8 %  |
| Alois Dobranski                                                    | Polnische Volkspartei                   | 133                | 2,9 %   |
|                                                                    | zersplitterte Stimmen                   | 7                  | 0,2 %   |
| Wahlberechtigte: ?, Ungültige/Leere Stimmen: ?, Wahlbeteiligung: ? |                                         |                    |         |

#### Stichwahl
| Kandidat                                                           | Partei                                  | Wahlkreis- stimmen | Prozent |
| ------------------------------------------------------------------ | --------------------------------------- | ------------------ | ------- |
| Aleksander Skarbek                                                 | Polnische Demokratisch-Nationale Partei | 2550               | 51,4 %  |
| Adam Doboszyński                                                   | Polnischer Demokrat                     | 2408               | 48,6 %  |
| Wahlberechtigte: ?, Ungültige/Leere Stimmen: ?, Wahlbeteiligung: ? |                                         |                    |         |

### Reichsratswahl 1911
Die Reichsratswahl 1911 wurde am 13. Juni 1911 durchgeführt. Die Stichwahl entfiel auf Grund der absoluten Mehrheit für Władysław Stesłowicz im ersten Wahlgang.
| Kandidat                                                                   | Partei                                  | Wahlkreis- stimmen | Prozent |
| -------------------------------------------------------------------------- | --------------------------------------- | ------------------ | ------- |
| Władysław Stesłowicz                                                       | polnisch-konservativ                    | 4207               | 66,2 %  |
| Aleksander Skarbek                                                         | Polnische Demokratisch-Nationale Partei | 2151               | 33,8 %  |
|                                                                            | zersplitterte Stimmen                   | 1                  | 0,0 %   |
| Wahlberechtigte: 7030, Ungültige/Leere Stimmen: 6, Wahlbeteiligung: 90,5 % |                                         |                    |         |